# John Lafia
Pour les articles homonymes, voir Lafia.
John James Lafia est un réalisateur, scénariste et producteur américain né le 2 avril 1957 et mort le 29 avril 2020 à Los Angeles (Californie). 

## Biographie
John Lafia est diplômé de l'université de Californie à Los Angeles.

## Filmographie

### Cinéma
Réalisateur
- 1988 : The Blue Iguana
- 1990 : Chucky, la poupée de sang
- 1993 : Max, le meilleur ami de l'homme

Scénariste
- 1988 : The Blue Iguana
- 1988 : Jeu d'enfant
- 1993 : Max, le meilleur ami de l'homme

Décoration
- 1983 : Space Raiders (en)
- 1984 : La Mort en prime

### Télévision
Réalisateur
- 1988-1989 : Freddy, le cauchemar de vos nuits (2 épisodes)
- 1991 : Le Juge de la nuit (2 épisodes)
- 1997 : Babylon 5 (3 épisodes)
- 2000 : Instinct mortel : Menace terroriste (en)
- 2002 : Dead Zone (1 épisode)
- 2002 : Les Rats (en)
- 2004 : Magnitude 10,5
- 2006 : Magnitude 10,5 : L'Apocalypse

Scénariste
- 1996 : Les Aventures de Sinbad (1 épisode)
- 1998 : Contes de l'au-delà
- 2003 : Le Tueur du vol 816
- 2004 : Magnitude 10,5
- 2006 : Magnitude 10,5 : L'Apocalypse

Acteur
- 2004 : Magnitude 10,5

Producteur
- 2003 : Le Tueur du vol 816
- 2006 : Magnitude 10,5 : L'Apocalypse

## Distinctions
Nominations
- Saturn Award :
  - Saturn Award du meilleur scénario 1990 (Jeu d'enfant)
- Festival international du film fantastique de Gérardmer :
  - Prix Spécial 1994 (Max, le meilleur ami de l'homme)